# Hreniv, Ivanîci
Hreniv (în ucraineană Хренів) este un sat în comuna Hreadî din raionul Ivanîci, regiunea Volînia, Ucraina.

## Demografie
Componența lingvistică a localității Hreniv
     Ucraineană (99,13%)
     Alte limbi (0,87%)
Conform recensământului din 2001, majoritatea populației localității Hreniv era vorbitoare de ucraineană (99,13%), existând în minoritate și vorbitori de alte limbi.